# Musée d’Art Roger-Quilliot

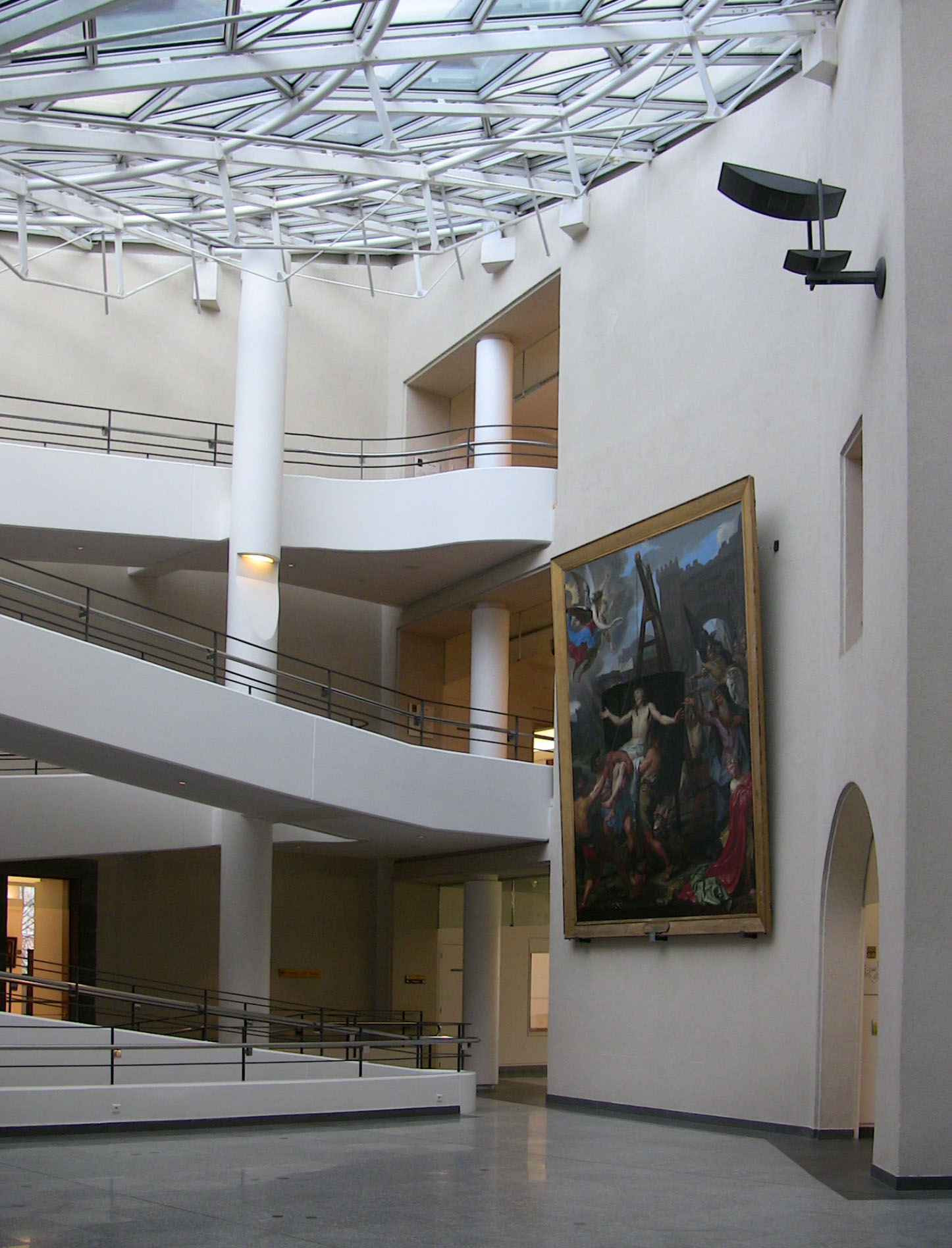
Atrium des Musée d’Art Roger-Quilliot

Das Musée d’Art Roger-Quilliot ist ein kommunales Kunstmuseum in Clermont-Ferrand in Frankreich. Benannt ist es nach dem früheren Bürgermeister der Stadt Roger Quilliot. Das Museumsgebäude war ursprünglich ein Teil der Festungsanlage von Montferrand und diente später als Gerichtshof, Priesterseminar, Lazarett und Polizeigebäude. Nach vierjährigem Umbau wurde es 1992 als Museum eröffnet.

## Sammlungen
Ein Schwerpunkt der Sammlung liegt auf Kunstwerken (Malerei und Skulptur) der Region. Gezeigt werden mehr als 2000 Werke des Mittelalters und des 20. Jahrhunderts im Museum auf einer Fläche von 6000 m².
In den Räumen des Museums finden auch Musik-, Konzert- und Tanzveranstaltungen statt.

## Ausstellende Künstler
- Cristofano Allori
- Simon Vouet
- Philippe de Champaigne
- Jacques Blanchard
- Il Sassoferrato
- Carlo Dolci
- Donato Creti
- Carlo Cignani
- Giulio Cesare Procaccini
- Theodoor Rombouts
- Jan Fyt
- Hyacinthe Rigaud
- Carle Van Loo
- François Boucher
- Jean-Marc Nattier
- Joseph-Marie Vien
- Théodore Chassériau
- Jean-Baptiste Camille Corot
- Gustave Doré
- Othon Friesz
- Bernard Buffet